# Peniophora boidinii
Peniophora boidinii är en svampart som beskrevs av D.A. Reid 1965. Peniophora boidinii ingår i släktet Peniophora och familjen Peniophoraceae.   Inga underarter finns listade i Catalogue of Life.